# Dracula ubangina
Dracula ubangina es una especie de orquídea epifita. Es originaria de Ecuador.

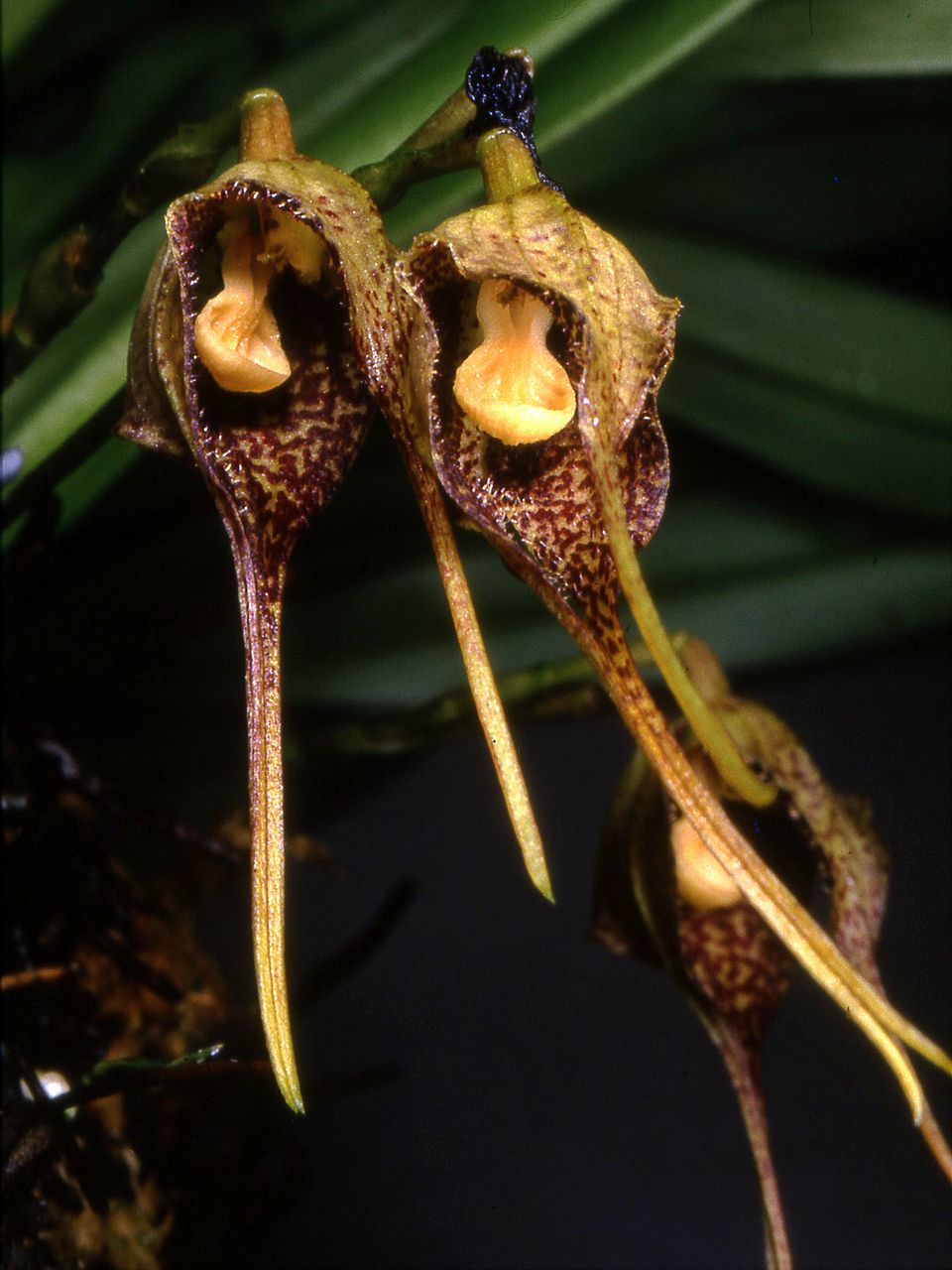
Flores

## Descripción
Es una orquídea de tamaño pequeño, con hábito de epifita y con ramicaules delgados, erguidos, que están envuelto basalmente por 2-3 vainas sueltas, tubulares y que llevan una sola hoja, apical, erecta, delgadamente coriáceas, carinada, estrechamente elíptica, aguda, que se estrecha gradualmente abajo en la base peciolada conduplicada. Florece en invierno y primavera en una inflorescencia de posición horizontal a descendente, de 10 a 15 cm de largo, con sucesivamente pocas flores que surgen de la parte baja en el ramicaule y lleva una bráctea floral tubular oblicua.

## Distribución y hábitat
Se encuentra en el noroeste de Ecuador en los bosques nubosos en las elevaciones alrededor de 1.800 metros.  

## Taxonomía
Dracula ubangina fue descrita por Luer & Andreetta y publicado en Phytologia 47(2): 62. 1980.
Etimología
Dracula: nombre genérico que deriva del latín y significa: "pequeño dragón", haciendo referencia al extraño aspecto que presenta con dos largas espuelas que salen de los sépalos.
ubangina; epíteto.
Sinonimia
- Dracula vampira var. ubangina (Luer & Andreetta) O.Gruss & M.Wolff[4][5]